# Voorstraat 47
Voorstraat 47 is een herenhuis in de Nederlandse plaats Noordwijk.
Het pand was oorspronkelijk de pastorie van de Oude Jeroenskerk. Het verving een eerdere pastorie uit de 18e eeuw. Architect J.G. van Parijs ontwierp een tweelaags herenhuis in eclectische stijl. Anno 2017 was het in gebruik als woonhuis.
Het gebouw is beeldbepalend voor de Voorstraat en is wegens de cultuur- en architectuurhistorische waarde erkend als rijksmonument.

## Bron
- Monumenten.nl - Voorstraat 47, Noordwijk